# Adalgar (Corvey)
Adalgar († 876) (lat. Adalgarius) war von 856 bis 876 Abt von Corvey.

## Leben
Er war Bruder des gleichnamigen späteren Bischofs von Bremen und Hamburg Adalgar. Nach seiner Abtswahl gründete er das Kanonikerstift St. Paul im Felde zwischen Höxter und Corvey an der Weser. Dort wurde auch eine Schule eingerichtet, die bald mit der Schule in Corvey – unter deren Oberaufsicht sie stand – in Wettbewerb trat. Besondere Aufmerksamkeit richtete die Schule auf die griechische Sprache. Das Stift wurde Basis einer später wüst gefallenen Siedlung. 
868 nahm er an der Synode von Worms teil, die langwirkende kirchenrechtliche Beschlüsse fasste.
Der Abt erhielt von König Ludwig 873 die Bestätigung darüber, dass Corvey von der Zahlung des Zehnten an den Bischof von Paderborn befreit sei. Der König schenkte dem Kloster den Besitz Lützich in der Nähe von Trier, wo später ein Kloster entstand, dessen erste Bewohner aus Corvey stammten. Mit einem Grafen Gerold tauschte Adalgar Güter aus. Adalgar wohnte einem Konzil in Trier bei. Das Kloster selbst ließ er durch drei hohe Türme schmücken.